# NGC 1819
NGC 1819 je galaksija u zviježđu Orionu.

## Vanjske poveznice
- SEDS: NGC 1819